# Huis de la Cerda

Wapen van Huis de la Cerda

De familie de la Cerda is een Spaans adellijk geslacht, die titels uit de Grandeza Española voerden.

## Leden
- Ferdinand de la Cerda (1255-1275)
- Alfons de la Cerda (1270-1324)
- Ferdinand de la Cerda (1275-1322)
- Luis de la Cerda (1291-1348)
- Blanca de La Cerda y Lara (ca.1317-1347), gehuwd met Juan Manuel van Peñafiel
- Maria de La Cerda y de Lara (1319-1375), gehuwd met (1) Charles d'Évreux en (2) Charles II, graaf van Alençon
- Charles de La Cerda, graaf van Angoulême (1326–1354)
- Isabel de la Cerda (ca.1329-na 1383)
- Lodewijk II de la Cerda, 1e hertog van Medinaceli (1442-1501)
- Juan de la Cerda, 4e hertog van Medinaceli (ca.1515-1575)
- Lodewijk IV Francisco de la Cerda, 9e hertog van Medinaceli (1660–1711)
- Gaston de la Cerda